# Chapati

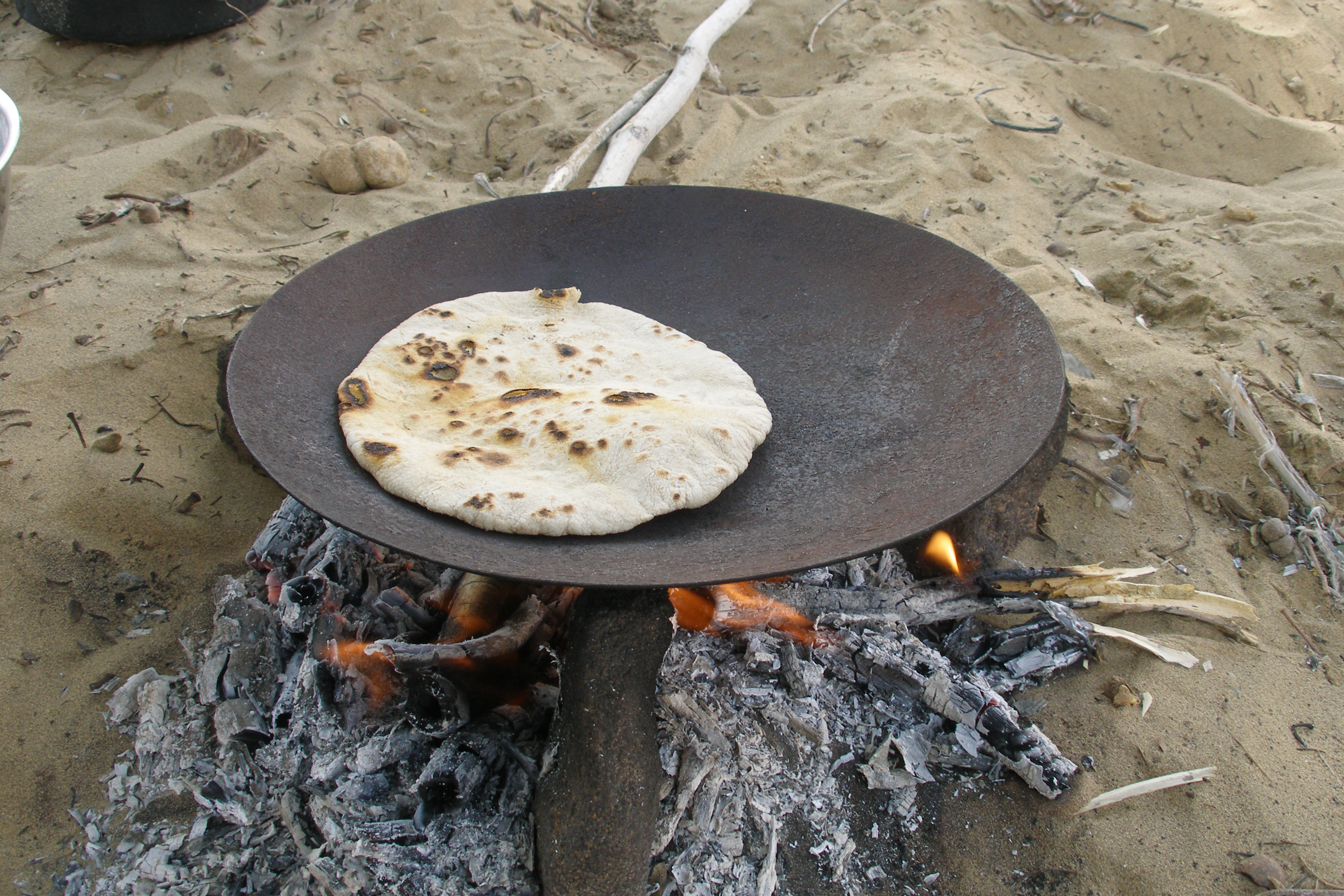
Chapati

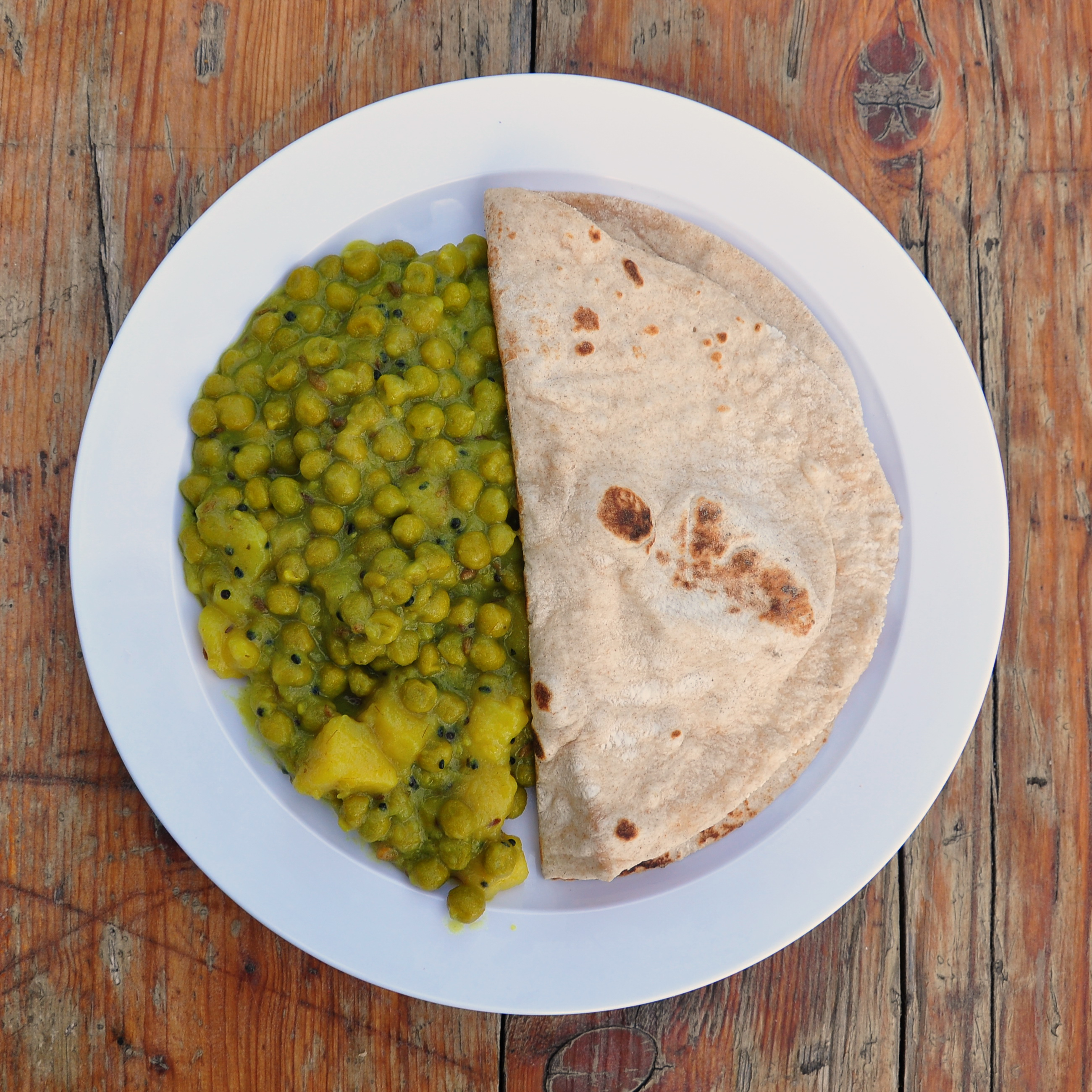
Chapati cu linte și curry de morcovi

Chapati sau Roti (Urdu: روٹی, Hindi: चपाती, capātī; रोटी, rotī) este o turtă făcută din făină integrală Chapati, un amestec de orz, mei și grâu. În Pakistan și nordul Indiei este alimentul de bază. Cu toate acestea, în sudul Indiei, se mănâncă mai mult orez.
Migranții indieni au adus Chapatis și în Africa de Est, iar în Kenia, Uganda, Tanzania și Ruanda poartă aceeași denumire și este un aliment autohton. Se mai numește chapo în Africa de Est, sada roti în Caraibe, poli sau roshi în Maldive.
La preparare, se face un aluat din făină integrală Chapati sau făină integrală din grâu (atta) cu apă, puțin ghee sau ulei vegetal și sare. După ce se mestecă ingredientele în ustensila numită parat, se lasă să stea maxim 10 minute, apoi se întinde bine și se coace pe ambele părți într-o tigaie plată suficient de fierbinte.
Alte turte indiene sunt Puri, Naan și Papadam.